# Galinhola-das-léquias
A galinhola-das-léquias ou galinhola-japonesa (Scolopax mira) é uma espécie de galinhola da família dos escolopacídeos,  que é nativa do Japão. É ligeiramente maior e com pernas mais longas do que a galinhola-eurasiática (S. rusticola), e talvez possam ser da mesma espécie.
Esta espécie é endêmica insular e possui distribuição restrita, encontrada apenas em florestas em duas pequenas ilhas do arquipélago das Ilhas Amami no sul do Japão. Os seus hábitos conhecidos são semelhantes aos da galinhola-eurasiática.

## Taxonomia e sistemática
A galinhola-das-léquias foi originalmente descrita como uma subespécie da galinhola-eurasiática, devido a um jovem que se assemelhava à S. rusticola na coloração. Mais tarde, alguns argumentaram que a galinhola-das-léquias era uma espécie distinta—Kobayashi em 1979 e Cramp & Simmons em 1983. A comparação entre as duas espécies revelou suas características físicas distintas e levou à classificação da galinhola-das-léquias como uma espécie distinta.